# Simon (Sfondamento dei cieli Gurren Lagann)
Simon (シモン?, Shimon) è un personaggio immaginario, e il protagonista del manga e anime Sfondamento dei cieli Gurren Lagann, ideato dallo sceneggiatore Kazuki Nakashima per la celebre casa di produzione Gainax. Dalla serie sono stati tratti due film riassuntivi.

## Storia

### Prima parte

Copertina del primo volume del manga raffigurante Simon

Orfanello timido e introverso di 14 anni, Simon è un ottimo scavabuchi del villaggio di Jeha. Anche se ha una posizione di rilievo all'interno del villaggio, viene spesso trascurato ed insultato da tutti, tranne che dall'amico Kamina, di qualche anno più grande di lui. Desideroso di raggiungere la superficie e di scapparsene dal villaggio sotterraneo, più volte Kamina coinvolge Simon nelle sue improbabili fughe, invano, finché, durante uno dei suoi scavi, quest'ultimo trova una trivella di piccole dimensioni e un enorme volto meccanico. Poco dopo aver riferito ciò a Kamina, il loro villaggio viene attaccato da un mostro di ingenti dimensioni. Arriva per fronteggiarlo una bella ragazza dalla superficie, di nome Yoko Littner, che viene subito presa di mira dal mostro.
Salvata in extremis da Kamina e Simon, Yoko spiega che il mostro non è altro che un Gunmen, ovvero un mecha guidato da uomini bestia, gli esseri della superficie. Scavando, Simon arriva con i due al volto del robot trovato prima e qui scopre che la trivella funge da chiave se inserita in un'apposita fessura all'interno del volto meccanico. Con questo, chiamato da Kamina Lagann, i tre riescono a sconfiggere il Gunmen e a raggiungere la superficie. Tutt'altro che un posto sicuro, la superficie è abitata dagli uomini bestia, tutti in grado di guidare un Gunmen simile a quello che aveva attaccato il villaggio. In superficie, tuttavia, Kamina, seguendo l'esempio del fratello, riesce ad impossessarsi di un Gunmen, ribattezzato Gurren, e con questo riesce a ricavare una mappa elettronica che indica la strada verso la capitale degli uomini bestia, Teppelin. Simon, Kamina, Yoko e Leeron (un altro essere umano compagno d'armi di Yoko) decidono quindi di mettersi in cammino per la capitale.
Per Teppelin la strada è lunga, ma comunque i quattro riescono a trovare numerosi alleati, come Kittan Bachika, Rossiu Adai ed altri, che ispirati da Kamina rubano anche loro dei Gunmen. Gli alleati radunati diventano molti e così Kamina fonda una brigata, che chiama "Brigata Dai-Gurrenn", con il compito di sconfiggere tutti gli uomini bestia, rendendo la superficie un posto sicuro ed accogliente per tutti. Durante
il cammino, Simon non si dimostra mai dinamico e intraprendente come il fratello, anzi è spesso intimorito e incerto sul dà farsi. Nonostante la sua titubanza ed indecisione, Simon è lo stesso un elemento fondamentale della brigata, non solo perché è in grado di unirsi con il Gunmen del fratello per formare il potentissimo Gunmen "Gurren Lagann", ma anche per il suo buon senso, che molte volte suggerisce all'irruento Kamina quali sono le giuste decisioni da prendere in battaglia.
Nel frattempo si innamora segretamente di Yoko, scoprendo tuttavia ben presto che non potrà mai essere ricambiato, per via dell'amore che lei prova verso Kamina. Questo pensiero lo tormenta e lo porterà a deconcentrarsi anche durante una battaglia di vitale importanza contro Tymilph, uno dei quattro re celesti, ovvero i guerrieri più forti al servizio di Lordgenome, re assoluto degli uomini bestia. Non riuscendo nel suo compito, ovvero quello di impadronirsi della grande nave da guerra, base militare di Tymilph, viene rianimato da un pugno del fratello. Nella foga della battaglia, tuttavia, Kamina viene ferito a morte da Tymilph e poco dopo aver sconfitto i nemici unendosi al Gurren di un Kamina ormai sul punto di morte, Simon scopre che l'amato fratello è morto, perdendo la vita con un sorriso e con parole d'addio verso Simon e i suoi amici.
In seguito alla morte del fratello, Simon è fortemente traumatizzato, diventando irascibile e scontroso, oltre che goffo nel guidare il Lagann. Il suo cattivo umore non è produttivo nemmeno per il controllo del Gurren Lagann, adesso guidato da lui e Rossiu, e in una missione non riesce più a controllare il Lagann, precipitando in una profonda vallata. Rianimatosi, si ritrova in un'arida pianura fangosa piena di misteriosi container, e nota, subito dopo, che un ulteriore container viene gettato a pochi metri da lui. Dopo averlo aperto, trova al suo interno una graziosa ragazzina di nome Nia. Questa, che sembra non aver mai visto la superficie, viene portata in salvo da Simon; tuttavia una volta ritornati alla base della brigata, si scopre che Nia è nient'altro che la figlia di Lordgenome, il re degli uomini bestia. Simon a questo punto non sa come comportarsi con lei, che tuttavia mostra subito affetto e simpatia verso Simon.
Durante un attacco di Guame, un altro re celeste, Simon si riprende completamente e animato da un ardore simile a quello del defunto fratello riesce di nuovo ad avere il pieno controllo sul Lagann. Simon è ritornato in forze e adesso riesce finalmente a credere in sé stesso, come Kamina gli aveva esortato poco prima di morire. Ritorna ad essere cordiale con tutti ed inoltre instaura un rapporto molto affettuoso con Nia. Grazie alla sua leadership e all'innegabile aiuto di Yoko, Kittan e di tutta la brigata Dai-Gurren, tutti gli altri tre re celesti vengono sconfitti. Giunti alla battaglia finale, Simon si ritrova assieme a Nia a faccia a faccia con Lordgenome all'interno del palazzo imperiale di Teppelin. Dopo un'alacre battaglia, Simon grazie al potere della trivella, chiamato "potere della spirale", riesce a sconfiggere il nemico. I problemi, però, non sono ancora finiti: Lordgenome sentenzia infatti che quando un milione di esseri umani giaceranno sulla terra, la luna cadrà distruggendo tutti loro con il potere della spirale. Abbattendo Teppelin, Simon e la brigata Dai-Gurren fondano una città per tutti gli esseri umani ormai liberi: Kamina City.

### Seconda parte
Sono passati 7 anni dalla sconfitta di Lordgenome. L'umanità ha fatto passi da gigante e in soli 7 anni Kamina City è diventata una città supertecnologica. I membri della brigata Dai-Gurrenn (tranne Yoko e qualche altro) sono diventati tutti ministri, guidati da Simon, il "comandante supremo" della città. Simon è ormai un ragazzo tenace e forte, fidanzato con Nia, alla quale propone dopo 7 lunghi anni di sposarlo. A causa di un equivoco, in un primo momento Nia rifiuta, ma subito dopo, risolto il malinteso, accetta. La felicità di Simon è tuttavia effimera: la popolazione terrestre ha infatti appena raggiunto la cifra di 1.000.000 di abitanti e la luna manda sulla terra degli esseri particolari, molto simili a Gunmen. Simon, giunto in prima persona per contrastarli, non calcola il fatto che poco prima di essere distrutti, gli esseri si scompongono in piccole parti esplosive, provocando distruzione in città. I cittadini, molto spaventati da ciò, cominciano a pensare che la fine sia vicina e attaccano Simon che li ha portati in superficie. Le sorprese tuttavia non sono ancora finite. Nia, attratta da uno strano fascio di luce proveniente dalla luna, viene risucchiata da esso e si trasforma in un'altra Nia. Questa nuova Nia annuncia davanti a tutto il mondo e all'incredulo Simon che tutti gli uomini verranno distrutti dagli Anti-Spiral e che la fine è vicina.
Dopodiché la luna comincia ad avvicinarsi sempre più alla terra. Simon, ritenuto il responsabile di tutto ciò per aver sconfitto gli uomini bestia e aver portato gli uomini in superficie, viene rinchiuso con grande tristezza da Rossiu in una prigione. Mentre Rossiu, divenuto capo assoluto momentaneo progetta la fuga dalla terra su una grande arca spaziale, Simon ritrova in carcere Viral, nemico suo e di Kamina di vecchia data. Poco dopo i duei carcerati vengono liberati da Yoko. Fuggito dal carcere assieme a Yoko, ritornata dopo 7 anni, e a Viral, Simon riceve la notizia che l'arca di Rossiu, già in orbita, è stata attaccata da molte creature, uguali a quelle apparse precedentemente a Kamina City. Formato il Gurren Lagann con Viral, Simon parte per lo spazio, riuscendo a sbaragliare insieme ad altri membri della brigata Dai-Gurrenn i vari nemici e a bloccare l'avanzata della luna. Nel fermare la luna, Simon rincontra Nia, ancora sotto l'influsso degli Anti-Spiral; anche se sembra che ormai in Nia non ci sia più niente di umano, Simon riesce a rievocare la sua umanità per via dell'anello donato per il matrimonio che Nia ha ancora infililato all'anulare, segno di una sua componente ancora umana. Questa riesce a prendere il sopravvento, ma viene subito risucchiata dall'Anti-Spiral. Simon, assieme alla brigata Dai-Gurrenn decide quindi di compiere un'ultima missione, quella di raggiungere la parte dell'universo in cui risiede l'Anti-Spiral e di scongiurare una volta per tutte la minaccia, oltre che riprendere Nia.
La missione, tuttavia, è molto rischiosa e, anche se arrivati da Anti-Spiral, la brigata viene attaccata da numerosissime creature spaziali. Anche se in vantaggio, molti membri della brigata perdono la vita. La prima battaglia, anche se fruttuosa, ha portato numerose perdite. Dopo questa, tuttavia, Simon e gli altri membri entrano in crisi e sono vicini alla morte, quando anche Kittan, in una missione suicida, permette loro di scappare. Superate tutte le difficoltà, Simon si trova faccia a faccia con Anti-Spiral. Dopo aver intrappolato tutti i membri rimanenti della brigata in un'ipnosi collettiva, che porta loro a vivere vite differenti in universi paralleli, Anti-Spiral sembra avere la meglio. Simon viene tuttavia destato all'interno della sua vita nell'universo parallelo dall'anima di Kamina, che gli ricorda chi è e del fatto che con la sua forza Simon è capace di superare ogni difficoltà ed arrivare ovunque. Finito assieme al fratello in un luogo ameno, Simon saluta per l'ultima volta il fratello, convinto che anche se morto egli continuerà a vivere sempre nella sua anima, e ritorna al suo vero io, portando con sé tutti i suoi alleati, con gran stupore di Anti-Spiral.
Recuperata Nia, Simon è finalmente pronto ad ingaggiare la battaglia finale con Anti-Spiral e in uno scontro epico riesce ad avere la meglio. L'obiettivo di Anti-Spiral era quello di annientare gli esseri umani in quanto possessori del potere della Spirale, forza in grado di annientare l'universo. Tornati sulla terra, Simon e Nia possono sposarsi. Durante la cerimonia, tuttavia, Nia, che si scopre essere una creatura ideata da Anti-Spiral, comincia a disintegrarsi, non più alimentata dalla forza del suo creatore. Simon, conscio di ciò, la saluta per l'ultima volta.
(Simon)
Dopo il matrimonio, Simon abbandona Kamina City, lasciando tutto nelle mani di Rossiu, Yoko e dei suoi amici.
Dopo 20 anni Simon ritorna segretamente a Kamina City, dopo aver visitato la tomba di Kamina e posato dei fiori sulla tomba di Nia. Giunto in città, Simon, ormai adulto, trova un bambino intento a perforare con una trivella simile alla sua una noce di cocco. Dopo avergli dato un consiglio per riuscire nell'impresa, viene attratto dalla sfilata in cielo di tanti Gurren Lagann, costruiti seguendo il suo modello, e alla domanda del bambino, che chiede se un giorno sarà mai in grado di pilotarne uno, Simon risponde:
(Simon)

## Personalità
Il personaggio di Simon è in netta antitesi con i protagonisti delle altre serie, e in particolar modo delle serie mecha. Non è una persona spavalda né eroica e in particolar modo nella prima parte della serie ripudia il combattimento. Spesso titubante e fragile, trova il suo compagno perfetto in Kamina, il quale compensa con la sua vitalità le incertezze di Simon.
Altruista e di animo nobile, si dimostra sempre molto accondiscendente e disponibile. Viene attratto da due donne: in una prima parte da Yoko e in seguito da Nia, la quale poi diventerà sua moglie. La sua innocenza e genuinità molte volte nella prima parte della serie viene interpretata come una mancanza di personalità, anche se poi tutti puntualmente si ricredono vedendo con quanta determinazione affronta le sue battaglie e le situazioni difficili della vita.
Kamina e Nia sono i due affetti maggiori, rispettivamente suo fratello e il suo grande amore e futura moglie, e anche gli unici che non hanno mai dubitato di lui. Simon ha anche un ottimo rapporto con tutti gli altri membri della brigata e specialmente con Yoko e Rossiu. In un secondo momento troverà un valido alleato anche in Viral, prima suo nemico.

## Nome
Il nome Simon deriva dal giapponese "shimo" (下?), che significa "sotto".